# Joana Barceló Martí
Joana Barceló Martí (Ciutadella, 5 de setembre de 1959) és una llicenciada en Geografia i Història, inspectora de Consum i política menorquina del PSIB.

## Biografia
Llicenciada en Geografia i Història per la Universitat de les Illes Balears, ha treballat des de 1985 com a Inspectora de Consum de l'ajuntament de Ciutadella.
Ha estat diputada al Parlament de les Illes Balears des de les eleccions de 1991. Des de 1999 fins al 2008 fou la presidenta del Consell Insular de Menorca.
Fou elegida el 1999 i reelegida en el càrrec el 2003 i el 2007. La primera legislatura governà amb coalició amb el Partit Socialista de Menorca i Esquerra de Menorca. La segona i la tercera, només amb el PSM, ja que Esquerra de Menorca perdé la seva representació al Consell Insular.
Dia 12 de setembre de 2008, renuncià a la presidència del Consell de Menorca, per passar a ocupar el càrrec de Consellera de Treball i Formació de les Illes Balears i portaveu del Govern de les Illes Balears. El dia 17 de setembre assumí el càrrec de Consellera de Treball i Formació de les Illes Balears fins que, dia 5 de febrer de 2010, Francesc Antich decidí treure del Govern Balear a tots els consellers de UM. Joana Barceló va passar a ocupar la Conselleria de Turisme del Govern de les Illes Balears. Posteriorment ha estat secretària segona de la Mesa del Parlament de les Illes Balears.